# Sandro Filippi

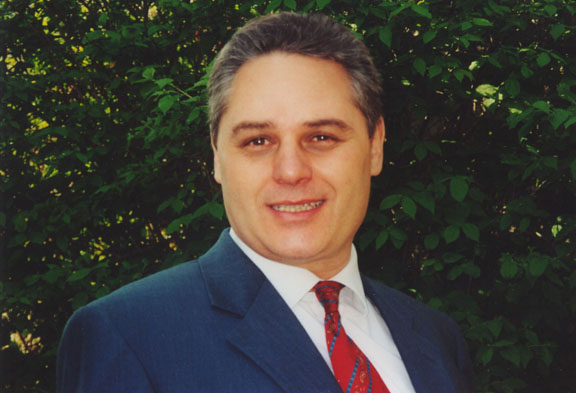
Sandro Filippi

Sandro Filippi (Trento, 1958) è un compositore e direttore di coro italiano.

## Biografia
Nato a Trento, ha studiato con Renato Dionisi, Bruno Zanolini e Carlo Pirola. Si è diplomato presso il Conservatorio di Milano in Composizione polifonica vocale e in Strumentazione per banda e presso il Conservatorio di Verona in Musica corale e direzione di coro.
Ha diretto dal 1980 al 2003 il coro "I Musici cantori" di Trento con i quali ha svolto attività concertistica e si è affermato in importanti concorsi (Vittorio Veneto, Arezzo). Quale maestro del coro, ha partecipato all'incisione con l’Orchestra Haydn dell’Oratorio "San Francesco" di Padre Hartmann (Agorà, 2001) e del "Dixit Dominus" di Cimarosa (CPO, 2008).
È stato inoltre direttore de "Le Istitutioni Harmoniche" di Verona, del coro polifonico "R. Lunelli" e dell'Accademia Musicale di San Giorgio di Verona.
È fondatore e direttore del Coro Filarmonico Trentino, con cui si è esibito in importanti festival musicali. Alla direzione di quest'ultimo, nel 2008, ha diretto in prima esecuzione mondiale nell'ambito del Bolzano Festival Bozen la Missa I. Quatuor vocibus cantanda op. 34 e l'Ave Maria Kind. 95 di Ferruccio Busoni. Sempre riguardo alla produzione vocale sacra di Busoni è seguito nel 2013 un CD per Amadues.
Fa parte della commissione artistica del Concorso nazionale per cori maschili Luigi Pigarelli e  Fondazione Coro della SAT , ed è stato membro commissione artistica  dell'ASAC Veneto. Viene regolarmente invitato quale membro di giuria in concorsi corali e di composizione nazionali ed internazionali. 
Già titolare della cattedra di Direzione di coro per Didattica della musica presso il Conservatorio “Monteverdi" di Bolzano.

## Produzione
Compositore prolifico, si dedica prevalentemente alla musica corale con composizioni sia di carattere sacro che profano. Oltre a composizioni per coro ed elaborazioni di canti popolari, ha scritto per organo, pianoforte e altri organici cameristici. Nell'ambito della composizione corale ha ottenuto vari premi in concorsi nazionali ed internazionali, tra cui: Concorso internazionale di composizione "Ivan Spassov" a Plovdiv (Bulgaria), Concorso di composizione "Paolo Valenti-Musica e Sport" a Roma (1997), Concorso nazionale "Città di Pontremoli" (2001), Concorsi di elaborazione corale a Salisburgo, Lubiana, Trento, Biella, Bergamo, Brescia, Vicenza, Verona e Venezia.
Sue opere sono state scelte come brani d'obbligo in concorsi corali nazionali ed internazionali, inoltre diversi suoi lavori sono stati eseguiti sia in Italia che all'estero dai cori "Tone Tomsic" di Lubiana, "Voci Nobili" di Bergen, "I Piccoli Musici di Casazza", "I Minipolifonici" di Trento, Coro della SAT, la Corale Zumellese di Mel, dal Coro Cet di Milano, dal Coro Giovanile Italiano e dal Corpo Bandistico di Albiano.
Ha pubblicato per Pizzicato, Carrara, Pro Musica Studium, Suvini Zerbini, Edizioni Musicali Europee, Edition Music-Contact, Ut Orpheus e Curci.
Per maggiori dettagli visitare coroedintorni.it

### Composizioni per coro
- 1986 - Solo 'l vento per coro femminile
- 1988 - A la svolta dei pini per coro maschile
- 1990 - Due piccole composizioni per coro di voci bianche
- 1997 - Volley per coro di bambini e strumentario Orff
- 1998 - Missa Brevis per coro femminile o di voci bianche - Edizioni Musicali Carrara - Bergamo
- 1998 - Ave verum per coro misto - Edizioni Pizzicato
- 1998 - Dominus regnavit per coro misto - Edizioni Pizzicato
- 1998 - Sono una creatura per coro misto - Edizioni Pizzicato
- 1998 - Ecce sacerdos per coro femminile - Edition Music-Contact
- 1999 - Roman per coro misto - Edizioni Pizzicato
- 2000 - Veni sponsa Christi per coro misto - Edition Music-Contact
- 2000 - In paradisum per coro femminile a sei voci
- 2001 - Due composizioni sacre - (Jubilate Deo per coro misto e organo, Gaudio summo per coro misto) Edizioni Pizzicato
- 2001 - Pater noster per coro maschile - Edition Music-Contact
- 2001 - Laude per coro misto
- 2001 - Ali in volo per voci bianche e percussioni ad libitum
- 2002 - Pater noster per coro misto - Edizioni Pizzicato
- 2003 - La buona novella per coro misto
- 2008 - Piccoli quadri vocali - Antologia di musiche per coro di voci bianche - Edizioni Musicali Europee - Milano
- 2008 - Frammenti amorosi per coro femminile

### Elaborazioni di canti popolari
- 1986 - Vustu vegnir co mi per coro misto
- 1996 - La bella al ballo per coro femminile o di voci bianche
- 1996 - La guerriera per coro maschile
- 1996 - La bèla la va al mare per coro misto
- 1997 - Nana scericica per coro misto - Edizioni Pizzicato
- 1998 - Tri slovenske ljudske pesmi per coro femminile o di voci bianche
- 1998 - Nana cuncheta per coro maschile
- 2003 - Canti di Maddalena per coro femminile
- 2004 - Prinsi Raimund per coro misto
- 2005 - Salve Regina per doppio coro (dedicato alla Corale Zumellese)
- 2006 - Miserere mei, Deus per coro misto
- 2007 - Annuncia la stella per coro misto

### Strumentale
- 1985 - Sarabanda per organo - Edizioni Carrara
- 1985 - Pastorale e musetta per organo - Edizioni Carrara
- 1988 - 11 Piccole composizioni per pianoforte - Stamperia musicale E. Cipriani - Rovereto
- 2001 - Passacaglia per organo
- 2001 - Gaudio summo per organo 2 trombe e 2 tromboni
- 2006 - Beata es Maria per organo
- 2008 - Beata es Maria per organo e soprano (dedicata a Manolo Da Rold e Paola Crema)
- 2009 - Justus ut palma florebit per due voci e organo
- 2010 - Filastrocche popolari arr. per voce e banda
- 2010 - Col Ceston arr. per voce e banda
- 2011 - Tridentum Folk Suite per banda